# Ulrich Jasper Seetzen
Ulrich Jasper Seetzen (Sophiengroden, Jever uradalom, 1767. január 30. – Jemen, 1811. szeptember) tudós, utazó.

## Élete
Tehetős parasztcsaládban született. Bátyját követve 1785-ben iratkozott be a göttingeni Georg-August Egyetem orvosi fakultására. Tanult növénytant és természettörténetet is. Oktatója volt többek között Johann Friedrich Blumenbach zoológus, antropológus. 1789-ben Göttingenben szerzett doktori fokozatot növénybetegségek rendszerezéséről szóló disszertációjával. 1789-ben Alexander von Humboldttal, Heinrich Wilhelm Kels orvossal és a matematikus Friedrich Kriessel együtt alapítótagja volt egy göttingeni diáktársaságnak, ami tovább szélesítette tudományos kapcsolatrendszerét.
Szélmalmok, fűrészüzem és mészégető üzemeltetésével is foglalkozott, majd nyugat-poroszországi birtokfelügyelő lett. Több üzleti és kutatóutat tett, főként német nyelvterületen. Ezek többségéről még életében nyomtatásban is beszámolt. Franz Xaver Zach csillagász csillagászati- és geodéta műszerek használatával ismertette meg. 
Tudományos tervének fő célja az Egyenlítői-Afrika átszelése volt. Utazása előtt megjelentette útitervét, belépett egy szabadkőműves páholyba és hivatalt vállalt, illetve Ágost szász–gotha–altenburgi herceg támogatását is megszerezte. Kéziratokat, nyomtatványokat és tárgyakat küldött Gothába a keleti gyűjtemény gyarapítására. Az általa szerzett kéziratgyűjteményben volt Ibn Dzsuzajj szövegének rövidített változata, ami révén Európában is tudomást szereztek az Ibn Battúta "utazásait" leíró műről. 1802. június 2-án indult el, s megtanult törökül és arabul. Kairóban áttért az iszlám vallásra, nevét Musa Al-Hakimra változtatva. Elzarándokolt Mekkába és Medinába. Kitérőt tett az európaiak számára szinte ismeretlen Jemenbe, ahol 1811 szeptemberében valószínűleg meggyilkolták. Haláláról csak 1815-ben számolt be James Silk Buckingham. Jemeni gyűjtései és úti feljegyzései elvesztek.
1826-ban róla nevezték el a Seetzenia növénynemzetséget.
1802-es, Ernst Jacobsennel tett dunai útjáról (Bécsből Konstantinápoly felé) készült naplójának magyarországi szakaszát 2020-ban jelentették meg magyarul. Ezen az útjukon Komáromban is megszálltak.

## Művei
- Friedrich Karl Hermann Kruse (szerk.): Ulrich Jasper Seetzen's Reisen durch Syrien, Palästina, Phönicien, die Transjordan-Länder, Arabia Petraea und Unter-Aegypten. 4 kötet. G. Reimer, Berlin 1855–1859 (Digitalizálás a Google Könyvekben: Bd. 1 & 2, Bd. 3, Bd. 4); Nachdruck: Hildesheim, Olms, 2004, ISBN 3-487-12630-3
- Ulrich Jasper Seetzen: Tagebuch des Aufenthalts in Aleppo 1803–1805. Hildesheim, Olms, 2011, ISBN 978-3-487-14611-9 (Schriftenreihe des Landesmuseums für Natur und Mensch; H. 87; Schriften der Landesbibliothek Oldenburg; 53).
- Ulrich Jasper Seetzen: Tagebuch des Aufenthalts in Konstantinopel und der Reise nach Aleppo 1802–1803. szerkesztette: Volkmar Enderlein, Hildesheim, Olms, 2012, ISBN 978-3-487-14610-2
- 1796 Ophiologische Fragmente. In: Zoologisches Archiv 2, 49–74 (reader.digitale-sammlungen.de).
- 2020 Úton a Duna mentén Magyarországon